# Strongylognathus kervillei
Strongylognathus kervillei är en myrart som beskrevs av Santschi 1921. Strongylognathus kervillei ingår i släktet Strongylognathus och familjen myror. IUCN kategoriserar arten globalt som sårbar. Inga underarter finns listade i Catalogue of Life.